# Les Jeux de l'amour et de la guerre
Pour plus de détails, voir Fiche technique et Distribution.
Les Jeux de l'amour et de la guerre (The Americanization of Emily) est un film américain réalisé par Arthur Hiller et sorti en 1964.

## Synopsis
Pendant la seconde guerre mondiale, le lieutenant Madison et ses amis ont pour talent de trouver tout et n'importe quoi, et donc d'aimer la bonne vie, sans jamais avoir combattu. Débarqué à Londres, l'officier américain tombe amoureux d'Emily Barham, une jeune veuve anglaise dont la guerre a déjà emporté le mari, le père et le frère. Elle répond à son affection en lui reprochant sa situation qui le met à l'abri des combats. Jusqu'au jour où il est désigné par son amiral pour filmer le débarquement sur les plages normandes...

## Fiche technique
- Titre original : The Americanization of Emily
- Titre français : Les Jeux de l'amour et de la guerre
- Réalisation : Arthur Hiller
- Scénario : Paddy Chayefsky d'après le roman de William Bradford Huie
- Direction artistique : George W. Davis, Hans Peters, Elliot Scott
- Décors : Robert Benton, Henry Grace
- Costumes : Bill Thomas
- Photographie : Philip H. Lathrop
- Montage : Tom McAdoo
- Musique : Johnny Mandel
- Production : Martin Ransohoff ; John Calley (associé)
- Société de production : Filmways Pictures
- Société de distribution : Metro-Goldwyn-Mayer
- Pays :  États-Unis
- Langue : anglais
- Format : noir et blanc - 35 mm - 1,85:1 - son mono
- Genre : Comédie satirique, Guerre
- Durée : 115 min
- Dates de sortie :
  - États-Unis : 27 octobre 1964
  - France : 11 mars 1966

## Distribution
- James Garner (VF : Jean-Claude Michel) : le lieutenant Charles Edward Madison
- Julie Andrews (VF : Nicole Favart) : Emily Barham
- Melvyn Douglas (VF : Jean-Henri Chambois) : l'amiral William Jessup
- Edmon Ryan (VF : Lucien Bryonne) : l'amiral Hoyle
- Ed Binns (VF : Jean Violette) : l'amiral Thomas Healy
- James Coburn (VF : Gabriel Cattand) : le capitaine de corvette Paul « Bus » Cummings
- William Windom (VF : Michel Gudin): le captitaine  Harry Spaulding
- Alan Sues : le maître Enright
- Joyce Grenfell (VF : Lucienne Givry) : Mme Barham
- Liz Fraser (VF : Michèle Bardollet) : Sheila
- Keenan Wynn (VF : André Valmy) : le vieux marin
- Steve Franken : le jeune marin
- Red West : un soldat  (non créditée)
- Sharon Tate : la jolie fille (non créditée)
- John Crawford (VF : Philippe Dumat) : Paul (Bob en VF) Adams, le premier-maître
- Paul Newlan (VF : Gérard Férat) : le général William « Willie » Hallerton